# Andrei Dmitrijewitsch Sacharow

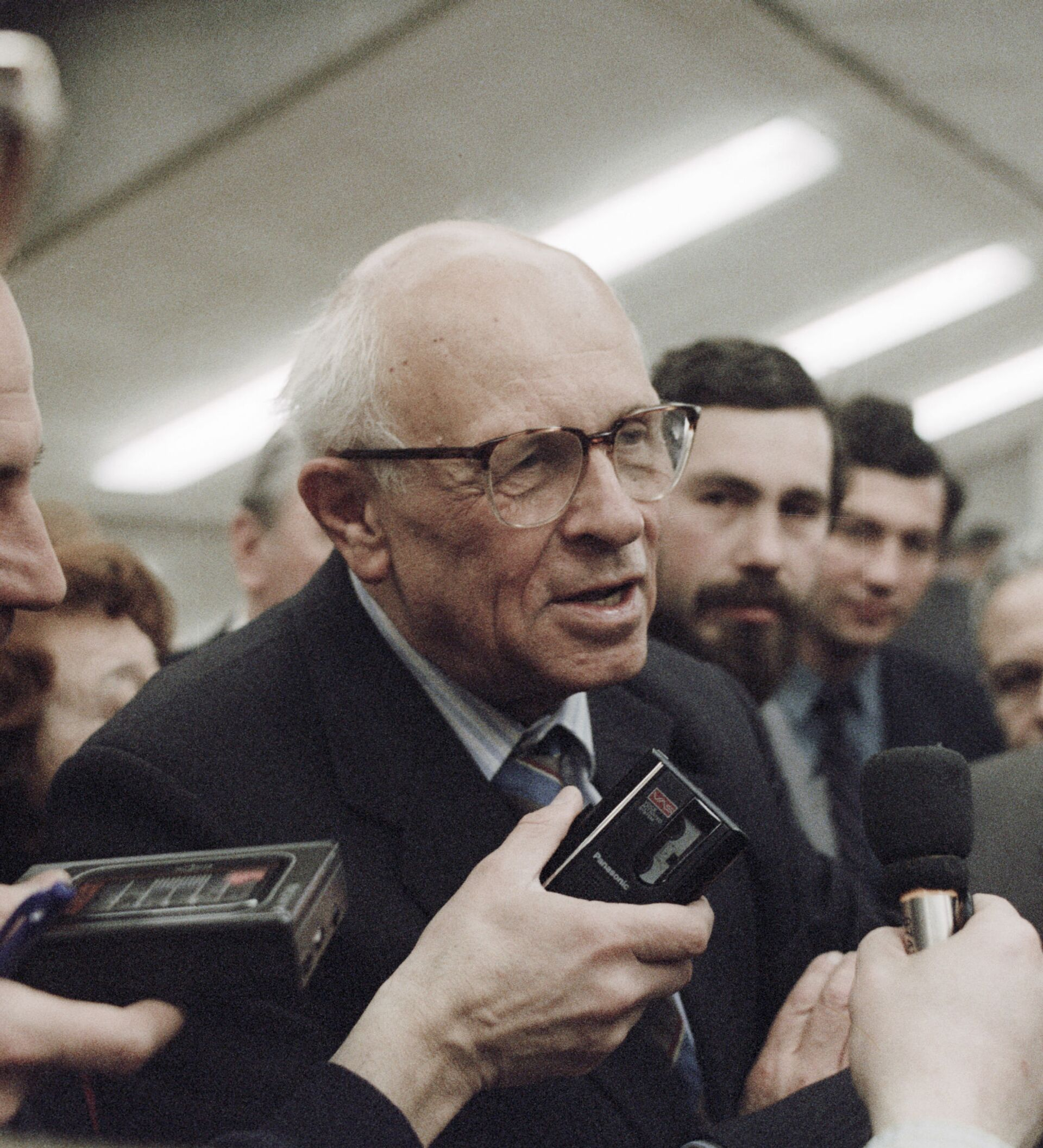
Andrei Sacharow, 1989

Andrei Dmitrijewitsch Sacharow (russisch Андрей Дмитриевич Сахаров, wiss. Transliteration Andréj Dmítrievič Sácharov, Aussprache: [ˈsaxərəf]; * 21. Mai 1921 in Moskau; † 14. Dezember 1989 ebenda) war ein sowjetischer Physiker, der „Vater der sowjetischen Wasserstoffbombe“, Dissident und Friedensnobelpreisträger.

## Leben

### Jugend und Studium
Andrei Sacharow kam als Sohn des Physiklehrers Dmitri Iwanowitsch Sacharow und Jekaterina Alexejewna, geborene Sofiano, einer Pontosgriechin, zur Welt. 1938 schloss er die Oberschule mit Auszeichnung ab, begann im gleichen Jahr an der Lomonossow-Universität in Moskau Physik zu studieren. Sacharow meldete sich 1939 freiwillig zur Roten Armee und beendete das Studium in Aschgabat, Turkmenistan, wohin er 1941 nach dem deutschen Überfall mit Teilen der Universität verlegt worden war. Von 1942 bis 1945 war er Ingenieur in einer Munitionsfabrik in Uljanowsk und studierte dann weiter am Lebedew-Institut (FIAN) der Sowjetischen Akademie der Wissenschaften. Dort wurde Sacharow 1947 während seiner Forschungen auf dem Gebiet der kosmischen Strahlung promoviert.

### Physiker

#### Kernwaffentechnik
Von 1948 bis 1968 arbeitete Sacharow am sowjetischen Kernwaffenprogramm zunächst in Moskau unter Kurtschatow, später in dem geheimen Entwicklungsinstitut im damals zur Tarnung „Arsamas-16“ genannten Sarow unter Juli Chariton, wobei er eng mit Jakow Borissowitsch Seldowitsch zusammenarbeitete. Er war davon überzeugt, wie er in seinen Memoiren schrieb, dass ein nukleares Gleichgewicht die Welt vor der Zerstörung bewahren könne, und fühlte sich als Soldat des naturwissenschaftlich-technischen Krieges.
Mit folgenden Ideen nahm er maßgeblich an der Entwicklung der ersten sowjetischen Wasserstoffbombe teil, die am 12. August 1953 gezündet wurde:
- eine Boosteranordnung mit Fusionsbrennstoff im Fissionsteil,
- eine nach einem russischen Blätterteig Sloika benannte Schichten-Variante,
- ein fester Fusionsbrennstoff (Lithiumdeuterid) und
- die im Westen Teller-Ulam-Design genannte zweistufige Konfiguration (in Russland als Sacharows Dritte Idee bekannt), die Wasserstoffbomben im Megatonnenbereich (TNT-Äquivalent) ermöglichte und 1955 getestet wurde.

Die größte je gezündete Wasserstoffbombe, die auf seinen Ideen beruhende Zar-Bombe, wurde ohne die letzte Fissionstufe 1961 getestet und hatte 50 bis 60 Megatonnen Sprengkraft. Sacharow wurde 1953, im selben Jahr, in dem er den russischen Doktortitel erhielt (der im Westen eher einer Habilitation entspricht), jüngstes Vollmitglied der Sowjetischen Akademie der Wissenschaften, er erhielt den Titel Held der Sozialistischen Arbeit und den Stalinpreis.

#### Kernfusion
Von Sacharow stammen mehrere Grundideen zur Realisierung der kontrollierten Kernfusion: 1950 entwickelte er mit Igor Tamm das entscheidende, noch heute favorisierte Konzept des thermonuklearen Reaktors mit magnetischem Einschluss, die Tokamak-Anordnung. Von ihm stammen auch die Myonenkatalyse der Kernfusionsreaktion, die er Kalte Fusion nannte, und der Einsatz gepulster Laserstrahlung zur Aufheizung von Fusionsbrennstoff (Trägheitsfusion).

#### Impulstechnik
1951 lieferte Sacharow Grundideen für den Flusskompressionsgenerator, einen speziellen Typ von Impulsgenerator, der durch die Detonation eines Sprengstoffes und die dabei erfolgte Kompression einer Spule hohe magnetische Flussdichten erzeugen kann. Die ersten Flusskompressionsgeneratoren wurden von ihm MK-(Magnet-kumulative)-Generatoren genannt. Der MK-1 produzierte für kurze Zeit Flussdichten von 2,5 kT (Kilotesla). Der folgende MK-2 wurde 1953 entwickelt; dieser Generator konnte hohe elektrische Impulsströme von 100 MA (Megaampere) erzeugen. Mit diesen Generatoren erzeugte Sacharow auch eine Anordnung, die er Plasma-Kanone nannte: Ein kleiner Aluminiumring wurde durch die induzierten Wirbelströme zu einem auf 100 km/s beschleunigten Plasma-Torus verdampft. Er schlug sogar vor, mit durch Nuklearexplosion betriebenen Generatoren Teilchenbeschleuniger für Protonen-Zusammenstöße zu bauen.

#### Teilchenphysik und Kosmologie
Nach 1965 wandte Sacharow sich der Teilchenphysik und Kosmologie zu, was er zuvor wie Jakow Seldowitsch, mit dem er in Arsamas eng zusammenarbeitete, nur nebenbei hatte betreiben können.
Seine bedeutendste Arbeit in der Kosmologie war 1967 die Erklärung der Baryonenasymmetrie des Weltalls. Hierfür stellte er drei Grundbedingungen auf, die Sacharowkriterien, die noch heute die Basis entsprechender Theorien bilden: Nicht-Gleichgewicht, CP-Verletzung und Baryonenzahlverletzung. Diese Ideen blieben zunächst weitgehend unbeachtet, bis sie Ende der 1970er Jahre eine Renaissance erlebten.
In einem kurzen Aufsatz von 1968 über die induzierte Gravitation gab er wichtige Denkanstöße zum Thema Quantengravitation, wobei er die Gravitation als einen durch Vakuum-Anregungen von anderen Feldern erzeugten (induzierten) Effekt ansah. Diese Theorien wurden später etwa von Stephen Adler weiter verfolgt.
Er war auch der Erste, der Modelle mit über die Gravitationskraft verbundenen Universen untersuchte (heute in Branenkosmologien in Theorien mit Extra-Dimensionen aktuell), in seiner Vorstellung war dabei das andere Universum aus Antimaterie zusammengesetzt und mit umgekehrter Zeitrichtung, so dass insgesamt CPT-Symmetrie vorhanden war.
1975 stellte er Massenformeln für Mesonen und Baryonen auf.

### Dissident
Nach 1955 setzte bei Sacharow ein Umdenken über die Atombombe ein. In jenem Jahr gab es bei einem Bombentest die ersten Toten. Des Weiteren war Sacharow überzeugt, dass jeder künftige Versuch über 10.000 Opfer durch die in die Erdatmosphäre freigesetzte Radioaktivität kosten werde, und zwar im Laufe der Generationen 10.000 Opfer pro Megatonne. Nach Sacharows Berechnungen waren bereits 50 Megatonnen getestet worden, also 500.000 Tote verursacht worden. 1958 veröffentlichte er in der Zeitschrift Atomenergie den Aufsatz Der radioaktive Kohlenstoff nuklearer Explosionen und die schwellenunabhängigen biologischen Effekte. 1961 wandte sich Sacharow bei einem Treffen mit KP-Chef Nikita Chruschtschow gegen den Plan, eine 100-Megatonnen-Wasserstoffbombe in der Atmosphäre zu testen. 1962 beteiligte er sich an der Wissenschaftsopposition gegen den stalinistischen Chefbiologen Trofim Lyssenko, der sich gegen gar nicht so neue wissenschaftliche Erkenntnisse wie Genetik gesperrt hatte. 1966 unterzeichnete er einen Brief, in dem vor der Rehabilitierung Stalins gewarnt wurde.
Sacharow verurteilte 1968 die Zerschlagung des reformkommunistischen Prager Frühlings und veröffentlichte im Juli 1968 das Memorandum Gedanken über Fortschritt, friedliche Koexistenz und geistige Freiheit, in dem er sich für internationale Abrüstung und Kernwaffen-Kontrolle einsetzte. Als Folge wurde er aus dem sowjetischen Atomprogramm entlassen.

### Menschenrechtler

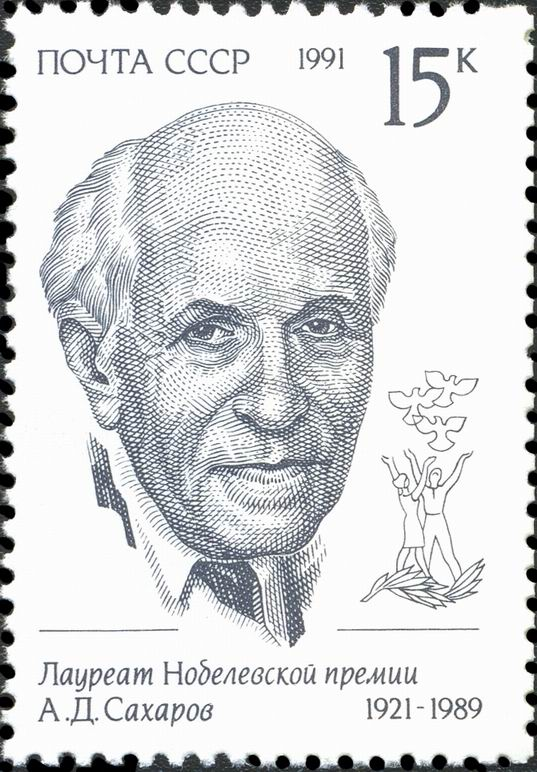
Sowjetische Briefmarke (1991)

1970 gründete er ein Komitee zur Durchsetzung der Menschenrechte und verlangte in einem offenen Brief an die Regierung eine Demokratisierung der Sowjetunion. Am 4. April 1971 protestierte der Wissenschaftler gegen eine Praxis der Machthaber, Regimegegner in psychiatrische Kliniken einzuweisen. Am 30. Oktober 1974 informierte Sacharow ausländische Journalisten auf einer Pressekonferenz über den Hungerstreik von politischen Häftlingen in mehreren Lagern. An diesem Tag wird seit 1991 gemäß dem Erlass des Obersten Sowjets der RSFSR Nr. 1431 vom 18. Oktober 1991 der „Tag der Erinnerung an die Opfer der politischen Repressionen“ begangen. Die Regierung reagierte mit zunehmender Repression. Sacharow kümmerte sich um politische Häftlinge und setzte sich für das Selbstbestimmungsrecht von Krimtataren, Mescheten, Armeniern, Kurden und Georgiern ein. 1974 trat er für seine Ziele in den Hungerstreik.
Am 10. Dezember 1975 wurde Sacharow der Friedensnobelpreis verliehen. Das Nobelkomitee würdigte seine Leistungen bei der Unterstützung Andersdenkender und seinem Streben nach einer rechtsstaatlichen und offenen Gesellschaft. Die sowjetische Regierung verbot ihm, zur Verleihung nach Oslo zu reisen. Den Preis nahm seine Frau Jelena Georgijewna Bonner entgegen. In den Augen des KGB wurde Sacharow damit zum „Staatsfeind“. Nach Protesten gegen die sowjetische Intervention in Afghanistan wurde Sacharow am 22. Januar 1980 verhaftet und nach Gorki verbannt, wo er unter Aufsicht des KGB leben musste. Dort arbeitete er am Entwurf einer neuen sowjetischen Verfassung. Jelena Bonner blieb sein einziger Kontakt zur Außenwelt, bis auch sie 1984 nach Gorki verbannt wurde.
Im Dezember 1986 wurde die Verbannung Sacharows und Bonners aufgehoben. Parteichef Michail Gorbatschow bat ihn telefonisch, nach Moskau zurückzukehren und seine politische Tätigkeit fortzusetzen.

### Politiker
1988 wurde er in die Leitung der Sowjetischen Akademie der Wissenschaften berufen. 1989 wurde Sacharow als Parteiloser in den Kongress der Volksdeputierten gewählt, schloss sich dort der interregionalen Arbeitsgruppe der Radikalreformer an und versuchte, die sowjetische Verfassung zu reformieren. 1989 wurde Sacharow Gründungsvorsitzender der russischen Gesellschaft Memorial, die die Geschichte der Gulag-Lager aufarbeitete, ehe sie 2022 auf gerichtliche Anordnung aufgelöst wurde.

### Familie und Tod

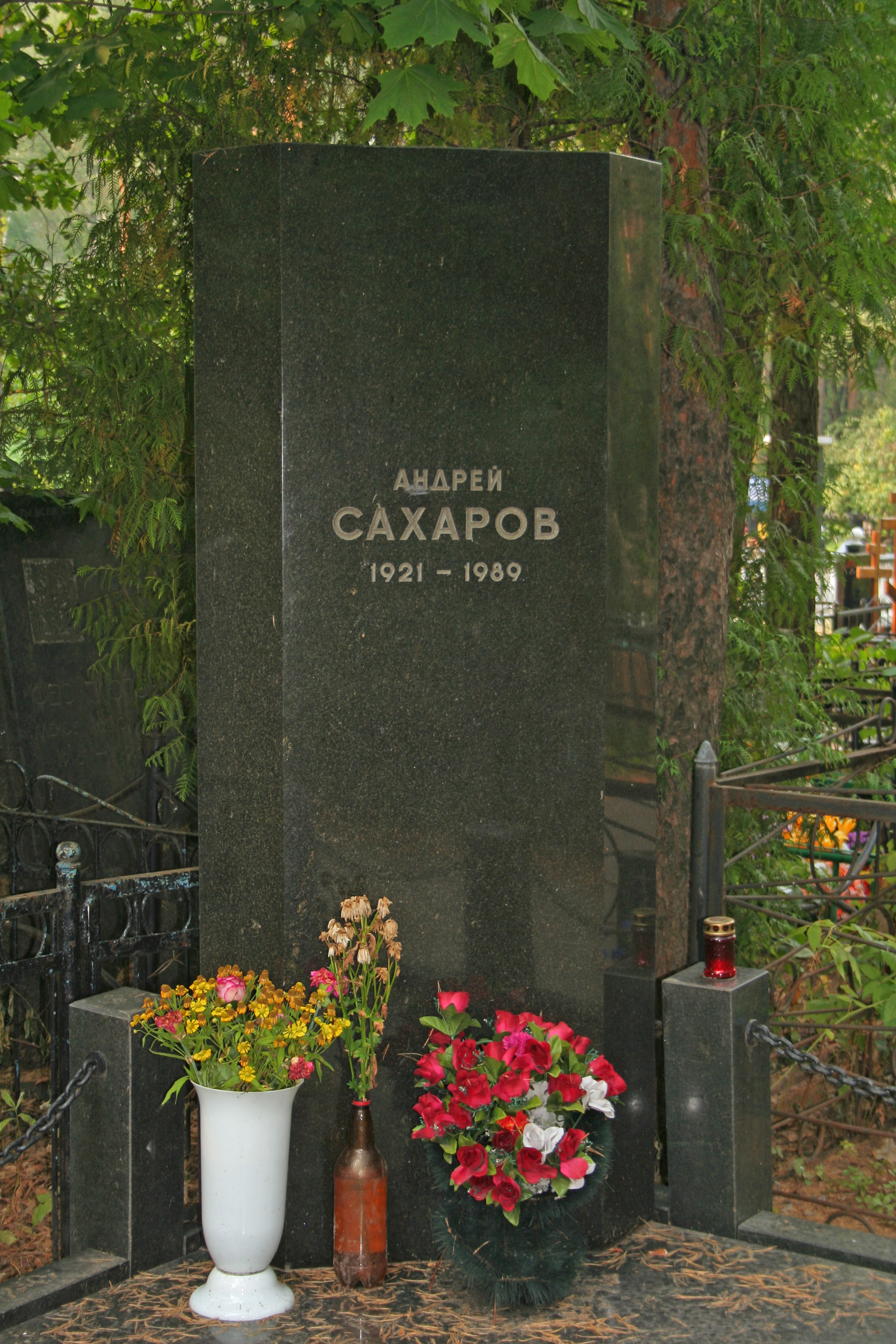
Grab Sacharows auf dem Friedhof Wostrjakowo

Sacharow war in erster Ehe mit Klawdija Alexejewna Wichirewa verheiratet und hatte mit ihr drei Kinder: Tatjana, Ljubow und Dmitri. Sie starb 1969. Ab 1972 war Sacharow in zweiter Ehe mit Jelena Georgijewna Bonner verheiratet.
Nachdem seine Gesundheit seit seiner Verbannung nach Gorki geschwächt gewesen war, starb Sacharow am 14. Dezember 1989 in Moskau an einem Herzinfarkt. Er wurde auf dem Friedhof Wostrjakowo beigesetzt.

## Auszeichnungen
- 1953 Stalinpreis[16]

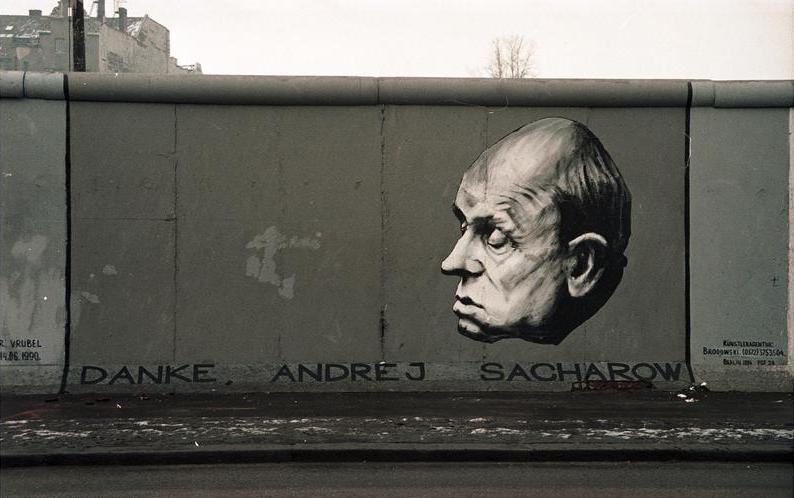
East Side Gallery in Berlin: Bild Sacharows von Dmitri Wrubel

- 1954, 1956, 1962 Held der sozialistischen Arbeit[16]
- 1954 Leninorden[16]
- 1956 Leninpreis[16]
- 1975 Friedensnobelpreis
- 1983 Leo Szilard Lectureship Award
- 2003 Orden des Vytis-Kreuzes[17]

1969 wurde Sacharow in die American Academy of Arts and Sciences gewählt, 1973 in die National Academy of Sciences, 1978 in die American Philosophical Society. und 1988 in die American Academy of Arts and Letters.
1974 wurde er mit dem französischen Prix mondial Cino Del Duca geehrt. Seit 1980 verleiht das „Norwegische Helsinki-Komitee“ den Andrei Sacharow-Freiheitspreis, nicht zu verwechseln mit dem bekannteren Sacharow-Preis, den das Europäische Parlament seit 1988 jährlich an Menschen und Organisationen verleiht, die sich um die Verteidigung der Menschenrechte und der Freiheit des Geistes verdient gemacht haben. 1983 erhielt Andrei Sacharow den Leo Szilard Lectureship Award und 1984 den Tomalla-Preis.

## Gedenken
Armenien hat einen Platz in der Hauptstadt Jerewan nach Sacharow benannt und dort ein Denkmal errichtet. Auch in Nürnberg 
(Andrej-Sacharow-Platz (Nürnberg)) und in der litauischen Hauptstadt Vilnius (Andrei-Sacharow-Platz (Vilnius)) gibt es einen Andrei-Sacharow-Platz. In Schwerin gibt es eine Andrej-Sacharow-Straße (zuvor: Makarenko-Straße). In Nischni Nowgorod ist die Wohnung in einer Plattenbausiedlung im Süden der Stadt, in der Sacharow während seiner Verbannung lebte, heute als Museum zu besichtigen. Das Sacharow-Museum in Moskau verwaltet seinen Nachlass und veranstaltet Ausstellungen zur Lage der Menschen- und Bürgerrechte in Russland.
In Minsk befindet sich die Internationale Staatliche Ökologische Sacharow-Universität. Nach Sacharow wurden außerdem der Asteroid (1979) Sakharov, die Andrei-Sacharow-Brücke im niederländischen Arnheim sowie die Sakharov Gardens in Jerusalem benannt.
Ihm zu Ehren wurden der Andrei Sakharov Prize, der Sacharow-Preis, die Sacharow-Goldmedaille und der Andrei Sacharow-Freiheitspreis gestiftet.
In der staatlichen Geschichtspolitik unter Wladimir Putin wird sein Beitrag zum Bau der sowjetischen Atombombe herausgestellt, während seine Gegnerschaft zum Sowjetregime und sein Einsatz für die Menschenrechte weitgehend verschwiegen werden.

## Schriften
- Memorandum: Gedanken über Fortschritt, friedliche Koexistenz und Geistige Freiheit [übers. von E. Guttenberger]. – Frankfurt am Main: Possev, 1968.
- Stellungnahme. Molden, Wien/München/Zürich 1974, ISBN 3-217-00625-9
- Mein Land und die Welt. Molden, Wien/München/Zürich 1975, ISBN 3-217-00741-7
- Wie ich mir die Zukunft vorstelle. Diogenes, 1975, ISBN 978-3-257-14206-8
- Furcht und Hoffnung. Neue Schriften bis Gorki 1980. Molden, Wien/München/Zürich 1980, ISBN 3-217-01047-7
- Ausgewählte Texte. Goldmann, München 1986, ISBN 3-442-08440-7
- Andrej Sacharow, Alexander Babjonyschew, Lew Kopelew: Für Sacharow. Texte aus Russland zum 60. Geburtstag am 21. Mai 1981. DTV, München 1987, ISBN 3-423-01764-3
- Furcht und Hoffnung. Kampf für Freiheit und Menschenrechte. Goldmann, München 1987, ISBN 3-442-11363-6
- Andrej Sacharow, Cornelia Gerstenmaier (Hrsg.): Den Frieden retten. Aufsätze, Briefe, Aufrufe 1978–1983. Goldmann, München 1987, ISBN 3-442-11394-6
- Mein Leben. Piper, München 1991, ISBN 3-492-03259-1
- Andrej Sacharow, George Bailey: Der Weg zur Perestroika. Frankfurt am Main 1991, ISBN 3-548-34791-6
- Symmetrie des Weltalls, Teil 1,2, Physikalische Blätter, Band 25, 1969, S. 202–209, 258–265Teil 1, Teil 2
- Andrej Sacharow. Ein Porträt. Aus Dokumenten, Erinnerungen und Fotos. Gustav Kiepenheuer, 1995, ISBN 978-3-378-00447-4